# Dario Argento: soupirs dans un corridor lointain
Dario Argento: soupirs dans un corridor lointain es una película documental francesa dirigida por Jean-Baptiste Thoret y estrenada en 2019 en el Festival Internacional de Cine de La Rochelle y en el Festival Il Cinema Ritrovato de Bolonia.

## Sinopsis
El cineasta Jean-Baptiste Thoret realiza dos entrevistas con el cineasta Dario Argento con veinte años de diferencia, la primera en Turín en 2000 y la segunda en Roma en 2019. Al mismo tiempo, el director francés explora toda la carrera de Argento, iniciando en El pájaro de las plumas de cristal y finalizando en su etapa conocida como su declive comercial y crítico.

## Reparto
- Dario Argento como él mismo
- Jean-Baptiste Thoret como él mismo